# Andrzej z Koszanowa
Andrzej z Koszanowa herbu Saszor – starosta generalny Wielkopolski w latach 1339–1341, kasztelan poznański w latach 1339–1434, kasztelan kaliski w 1339 roku, podkomorzy kaliski w latach 1335–1338.
Jako świadek uczestniczył w polsko-krzyżackim procesie warszawskim 1339 roku.